# Westhampton (Film)
Westhampton ist ein Filmdrama von Christian Nilsson. Der im titelgebenden Westhampton spielende Film mit Finn Wittrock, RJ Mitte, Jake Weary und Amy Forsyth feierte im Juni 2025 beim Tribeca Film Festival seine Premiere.

## Handlung
Ein von ihm während seiner Zeit an der Highschool verursachter Unfall, bei dem seine damalige Freundin Beth starb, lässt den in Los Angeles lebenden Filmemacher Thomas nicht mehr los. Als Toms Schwester ihn bittet, in ihr Elternhaus in Westhampton auf Long Island zurückzukehren, um seine restlichen Sachen aus dem bald zu verkaufenden Haus ihrer verstorbenen Eltern zu packen, und die Nachricht von seiner Rückkehr zum Ort der Tragödie die Runde macht, muss er sich seinen alten Freunden stellen, deren Leben er ruiniert hat, und in eine Stadt, die ihn verachtet. Westhampton hat ihn aber auch zu seinem Durchbruchsfilm inspiriert.
Sein ehemaliger bester Freund und Beths älterer Bruder Dickie ist heute Polizist beim Westhampton Beach Police Department, und Jay ist Miteigentümer eines kleinen Buchladens im Herzen der Stadt. Jay und seine Frau haben Klage gegen Thomas und seinen Film eingereicht, da sie ihm die Verwendung ihrer Namen und Fotos nicht erlaubten.

## Produktion

### Regie und Drehbuch

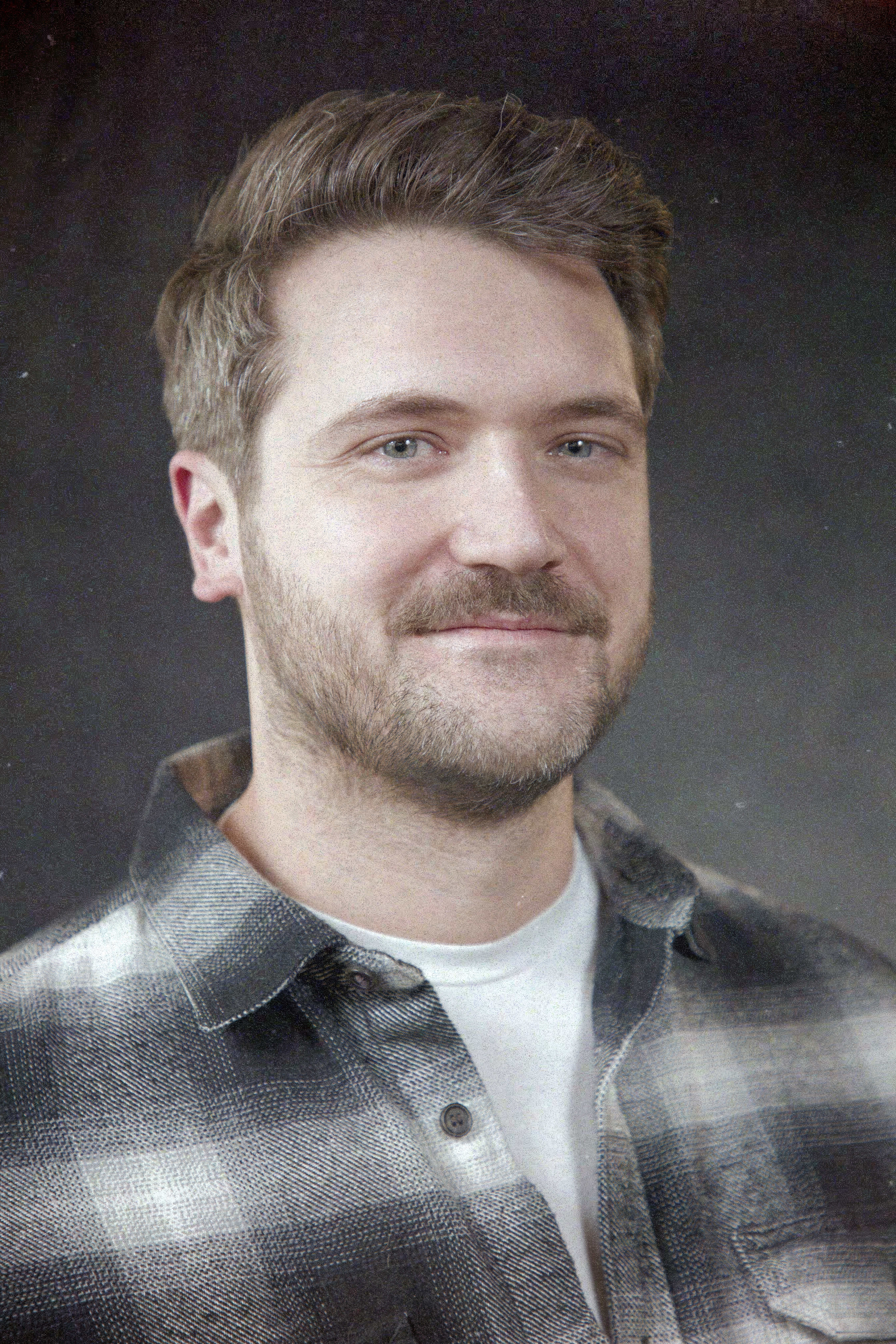
Regisseur und Drehbuchautor Christian Nilsson

Regie führte Christian Nilsson, der auch das Drehbuch schrieb. Es handelt sich bei Westhampton nach mehreren Kurzfilmen und dem Thriller Dashcam von 2021 um seinen zweiten Spielfilm. Sein Kurzdokumentarfilm Fight To Be The Oldest Bar In NYC erhielt 2017 einen Emmy. Sein Kurzfilm Excelsior gewann im gleichen Jahr den People’s Choice Award des Moët Moment Film Festivals. Nilssons Drehbuch für Paparazzo landete 2024 auf der Blacklist der besten unverfilmten Ideen Hollywoods. Seine Karriere hatte Nilsson als Videojournalist für verschiedene digitalen Medien wie The Huffington Post, Esquire, BuzzFeed und The Atlantic begonnen. Wie sein Protagonist in Westhampton stammt auch Nilsson aus Long Island.

### Besetzung und Dreharbeiten
Finn Wittrock, bekannt aus der Miniserie The Assassination of Gianni Versace: American Crime Story und der Fernsehserie American Horror Story, spielt den in seine Heimatstadt zurückkehrenden Filmemacher Thomas „Tom“ Bell und RJ Mitte seinen alten Bekannten, den Barkeeper Fitz. In weiteren Rollen sind Jake Weary als sein ehemaliger bester Freund Dickie, die Kanadierin Amy Forsyth als Avery, Sam Strike als Buchhändler Jay, Tovah Feldshuh als Mrs. Lucas, Dan Lauria als Mr. Romney und der Brite Ritchie Coster zu sehen. Roxanne Schiebergen ist in Rückblenden in der Rolle von Beth zu sehen.
Der Film zeigt dem Zuschauer auch Ausschnitte aus Toms in Schwarzweiß gedrehtem Film. Westhampton selbst ist hingegen in Farbe. Die Dreharbeiten fanden in New York City und im titelgebenden Westhampton Beach statt. Als Kameramann fungierte Dave Brick, mit dem Nilsson bereits für Dashcam zusammenarbeitete.

### Filmmusik und Veröffentlichung
Die Filmmusik steuerte der Gypsy-Gitarrist und Songwriter Nicholas Marks bei.
Die Premiere des Films war am 7. Juni 2025 beim Tribeca Film Festival.

## Rezeption

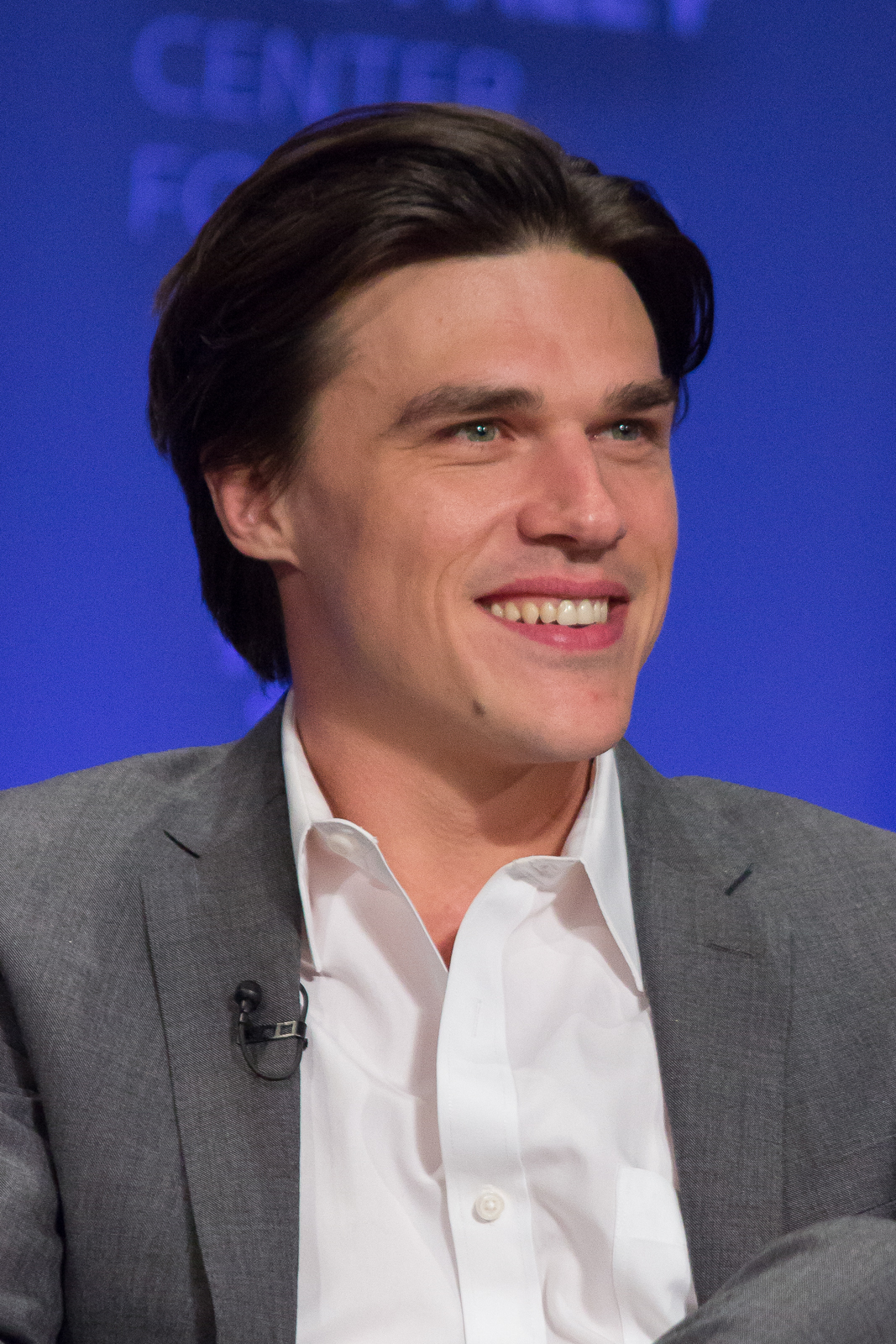
Finn Wittrock spielt Tom Bell

Hayley Croke beschreibt Westhampton in ihrer Kritik für loudandclearreviews.com als eine bewegende Charakterstudie, die zeigt, wie unsere Vergangenheit uns prägen und zerstören kann, wenn wir es zulassen. Letztlich erzähle der Film davon, wie man lernen kann, mit Fehlern zu leben, die man in der Vergangenheit gemacht hat. Mit Tom erschaffe Christian Nilsson eine äußerst komplexe und zutiefst gestörte Hauptfigur, jemand der all seine Fehler und Momente der Scham und des Bedauerns auf die Stadt zurückführt, in der er aufgewachsen ist, aber erkennen muss, dass er nicht seine Heimatstadt hasst, sondern die Person, die er war, als er hier lebte. Nilssons Film sei eine meisterhaft geschriebene Geschichte über die Bedeutung von Verantwortung, und Finn Wittrock liefere als Tom eine Glanzleistung ab und bringe den Schmerz und die Erschöpfung, die seine Figur in den Jahrzehnten seit seinem lebensbestimmenden Unfall erlebt hat, perfekt zum Ausdruck. Er porträtiere Tom als Antihelden, der einem klarmacht, dass selbst die schlimmsten Fehler einen nicht definieren müssen, solange man ernsthaft Verantwortung für seine Taten übernimmt.